# Station Sobota
Station Sobota is een spoorwegstation in de Poolse plaats Sobota.